# Vatla
Koordinaten: 58° 34′ N, 23° 44′ O
Vatla (deutsch Wattel) ist ein Dorf (estnisch küla) in der Landgemeinde Lääneranna im Kreis Pärnu (bis 2017: Landgemeinde Hanila im Kreis Lääne) in Estland.

## Einwohnerschaft und Lage
Der Ort hat 158 Einwohner (Stand 31. Dezember 2011). Er liegt 43 Kilometer südöstlich von Haapsalu. Die Fläche des Dorfes beträgt zwölf Quadratkilometer.

## Geschichte

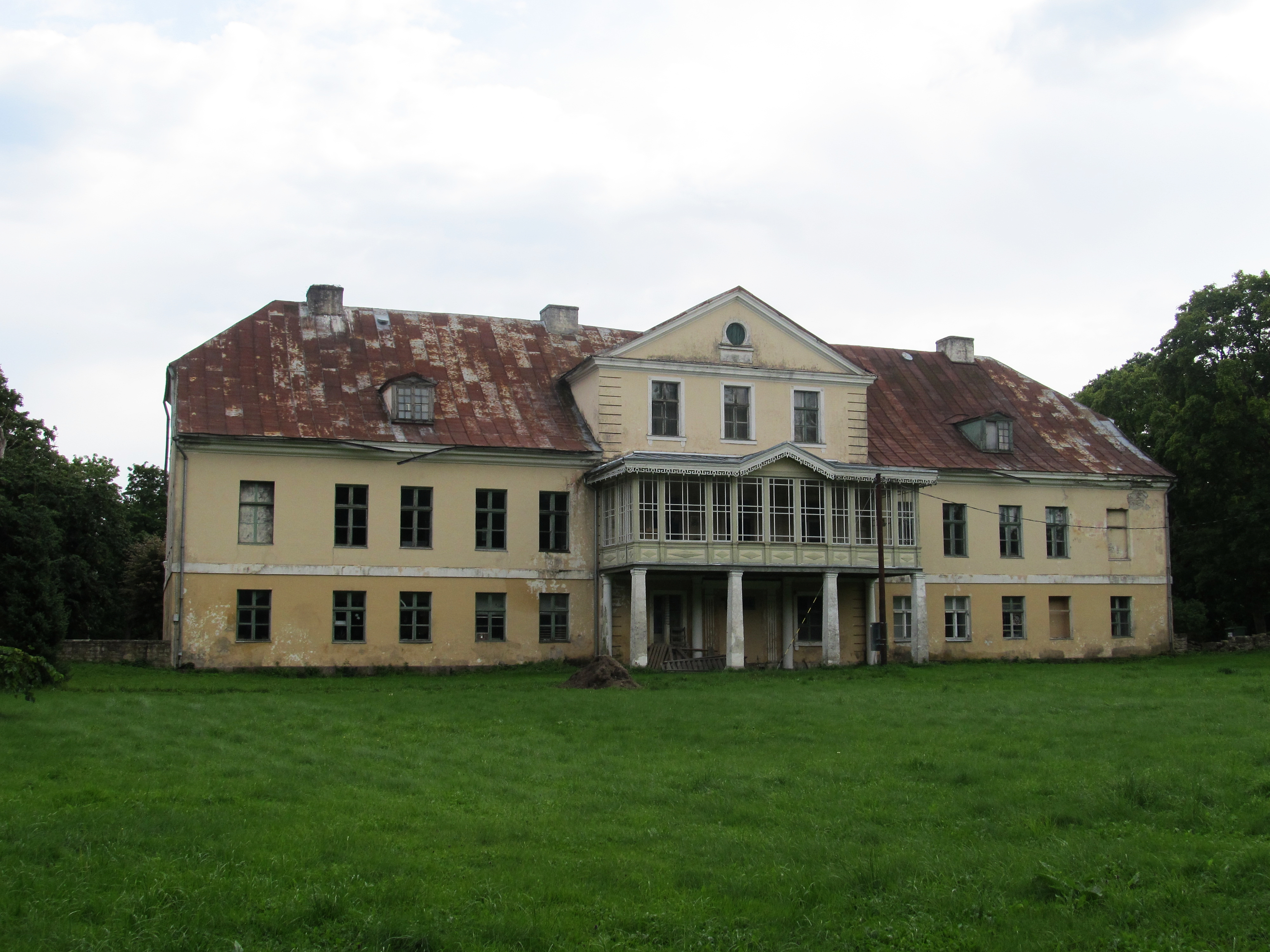
Ehemaliges Herrenhaus

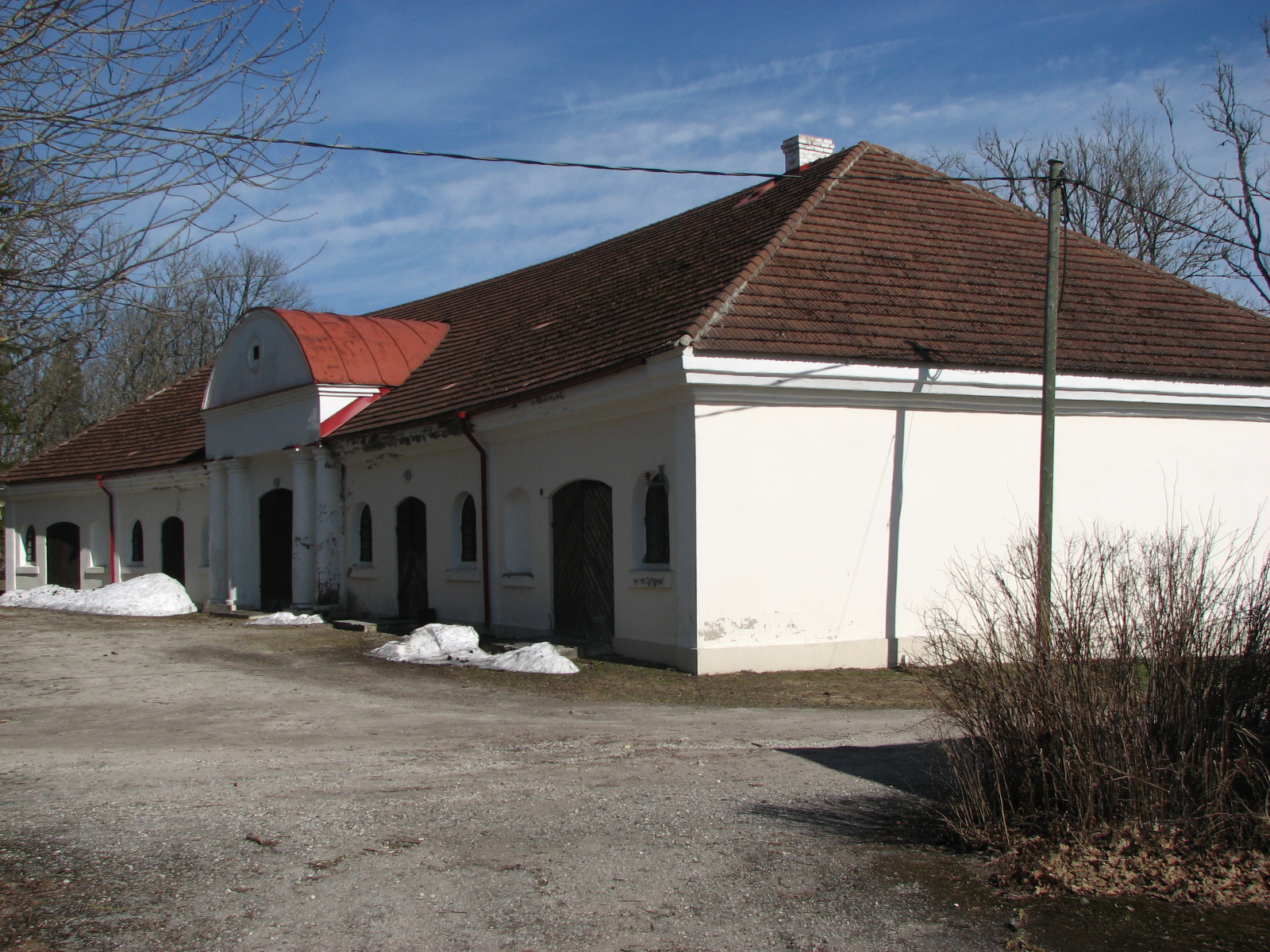
Historisches Stall- und Kutschenhaus

Im Jahr 1320 verkaufte der Deutsche Orden unter dem livländischen Ordensmeister Gerhard von Jork das Dorf an das Zisterzienser-Kloster in Padise. Ab 1402 stand die Gegend im Besitz des Nonnenklosters von Lihula. 1582 ging das örtliche Gut in privaten Besitz über.
Das zweigeschossige Herrenhaus im Stil des frühen Klassizismus mit seinem hohen Dach entstand im ersten Viertel des 19. Jahrhunderts unter dem deutschbaltischen Adligen Otto von Rosen, der das Gut von Vatla 1807 übernommen hatte. Im niedrigen Erdgeschoss waren die Wirtschaftsräume untergebracht; das erste Obergeschoss diente hauptsächlich Repräsentationszwecken. Prächtig ausgearbeitet waren insbesondere die Wandbemalungen. Eine Besonderheit stellen der in Grautönen gestaltete Fries mit einer römischen Triumphthematik im großen Saal dar sowie das Schlafzimmer des Gutsherrn mit einem Mantelschornstein, der einer Grotte ähnelt und dessen Wände mit exotischen, südländischen Pflanzen bemalt sind.
Seit 1923 befindet sich im Herrenhaus die Schule des Dorfes. Der Speicher des Guts wurde in den 1950er Jahren zum Kulturhaus umgestaltet. Das Stall- und Kutschenhaus ist seit 1998 eine Sporthalle.
Das Gutsensemble umgibt ein fast zwanzig Hektar großer Park, der unter Naturschutz steht. Eine Besonderheit stellt dort die große Fledermaus-Population dar.

## Söhne und Töchter des Ortes
Berühmtester Sohn von Vatla ist der deutschbaltische Mediziner Eduard Georg von Wahl (1833–1890), der in Vatla geboren wurde.